# 天神下
天神下（てんじんした）は、愛知県名古屋市名東区の地名。丁番を持たない単独町名である。住居表示未実施。

## 地理
名古屋市名東区の北部に位置し、南に猪子石原、東に守山区原境町、北に守山区太田井と菱池町、西に千種区東千種台と接する。

### 河川
- 矢田川

## 歴史

### 町名の由来
猪子石原の字天神下に由来する。

### 沿革
- 2001年（平成13年）9月15日 - 名東区猪高町大字猪子石原字北川原および字天神下の各一部により、天神下が成立する[1]。

## 世帯数と人口
2019年（平成31年）4月1日現在の世帯数と人口は以下の通りである。
| 町丁   | 世帯数  | 人口    |
| ------ | ------- | ------- |
| 天神下 | 511世帯 | 1,079人 |

### 人口の変遷
国勢調査による人口の推移
| 2005年（平成17年） | 1,360人 | [ 7 ] |  |
| 2010年（平成22年） | 1,226人 | [ 8 ] |  |
| 2015年（平成27年） | 1,107人 | [ 9 ] |  |

## 学区
市立小・中学校に通う場合、学校等は以下の通りとなる。また、公立高等学校に通う場合の学区は以下の通りとなる。
| 番・番地等 | 小学校               | 中学校               | 高等学校 |
| ---------- | -------------------- | -------------------- | -------- |
| 全域       | 名古屋市立香流小学校 | 名古屋市立香流中学校 | 尾張学区 |

## 施設
- 名古屋市営天神下荘

## その他

### 日本郵便
- 郵便番号 : 465-0009[4]（集配局：名東郵便局[12]）。